# Río Pichari
Der Río Pichari ist ein 26 km (einschl. Quellflüssen 43 km) langer rechter Nebenfluss des Río Apurímac in der Provinz La Convención in der Region Cusco in Zentral-Peru.

## Flusslauf
Der Río Pichari entsteht an der Westflanke der nördlichen Cordillera Vilcabamba auf einer Höhe von etwa 1770 m durch den Zusammenfluss mehrerer kleinerer Quellflüsse. Er fließt anfangs nach Südwesten und bildet dabei die Grenze zwischen den Distrikten Kimbiri im Osten und Pichari im Westen. Zwischen den Flusskilometern 17 und 8 verläuft der Fluss innerhalb des Distrikts Pichari in westlicher Richtung. Im Unterlauf fließt er in Richtung Südsüdwest und mündet schließlich auf einer Höhe von etwa 550 m in den Río Apurímac. Oberhalb der Mündung befindet sich am linken Flussufer die Kleinstadt Pichari, Verwaltungssitz des gleichnamigen Distrikts, am rechten Flussufer die Gemeinde Pichari Baja-Union America. Die beiden Orte sind über zwei größere Straßenbrücken verbunden, die den Fluss einen und zwei Kilometer oberhalb der Mündung überspannen. Der Río Piene mündet am gegenüberliegenden Flussufer des Río Apurimac in diesen. 

## Einzugsgebiet
Der Río Pichari entwässert ein Areal von etwa 362 km². Das Einzugsgebiet reicht im Nordosten bis zum Hauptkamm der nördlichen Cordillera Vilcabamba und erreicht eine maximale Höhe von etwa 4185 m. Das obere Einzugsgebiet des Río Pichari, das von dessen Quellbächen entwässert wird, liegt innerhalb des Schutzgebietes Reserva Comunal Asháninka. Das Einzugsgebiet des Río Pichari grenzt im Osten an die Einzugsgebiete der Flüsse Río Mantalo und Río Picha, beides Zuflüsse des Río Urubamba, sowie im Norden an die der Flüsse Río Cutivireni und Río Quempiri.